# Призма Амичи

Призма Амичи и дисперсия света в ней

Схема преломления луча в одинарной призме Амичи

При́зма Ами́чи — спектральная преломляющая призма; названа в честь итальянского астронома Джованни Амичи, который изобрёл её и впервые использовал в спектроскопе прямого видения, другое название такой призмы — призма прямого видения. Состоит из трёх треугольных призм, две крайние из которых изготавливаются из стекла кронгласс с малым показателем преломления и малой дисперсией, а средняя из стекла флинтглас с большим показателем преломления и большой дисперсией.  
Свет, прошедший через неё, подвергается разложению в спектр, но не меняет направления для волн с определённой длиной, обычно для волн зелёного цвета. Лучи красного и синего участков спектра отклоняются от прямолинейного в разные стороны, и образуют спектр, расположенный по обе стороны от центрального луча.    
Изначально состояла из двух призм, в этом случае центральный луч выходил параллельно входящему, но со смещением. Призму Амичи из трёх призм также иногда называют двойная призма Амичи; она позволяет получить вдвое более сильную дисперсию света, и не смещает центральный луч относительно входящего. Выбором марок стекла с разными коэффициентами преломления и дисперсиями и выбором углов между гранями деталей призмы определяются оптические характеристики призмы.  

Призма Амичи используется в оптических приборах, предназначенных для спектрального анализа, в приборах для измерения дисперсии оптических сред и материалов, например, в рефрактометрах Аббе с дополнительной возможностью измерения дисперсии.  

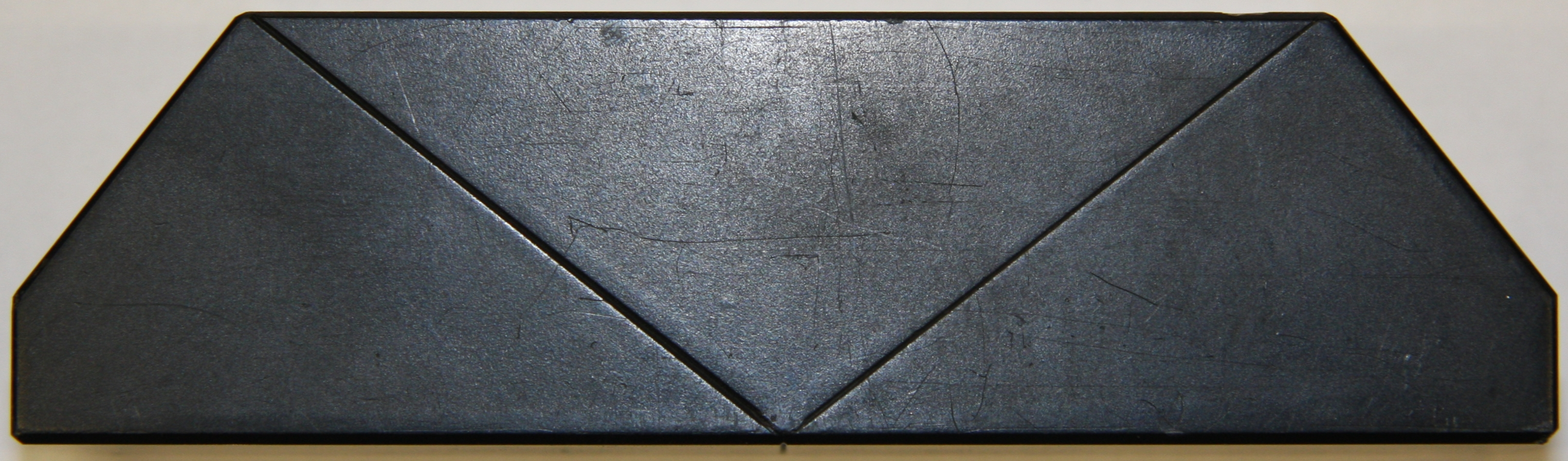
Призма Амичи
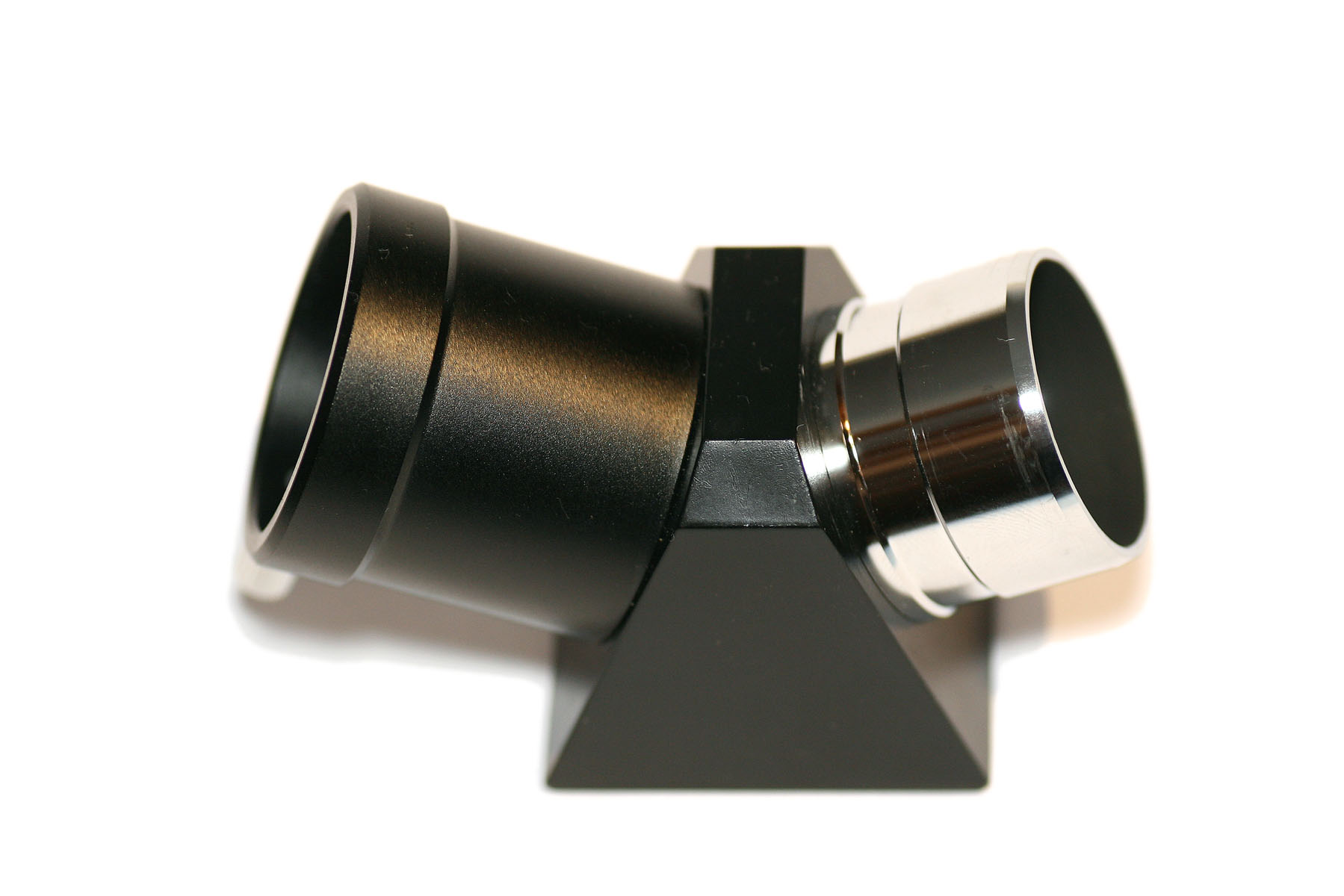
Призма Амичи для любительского телескопа
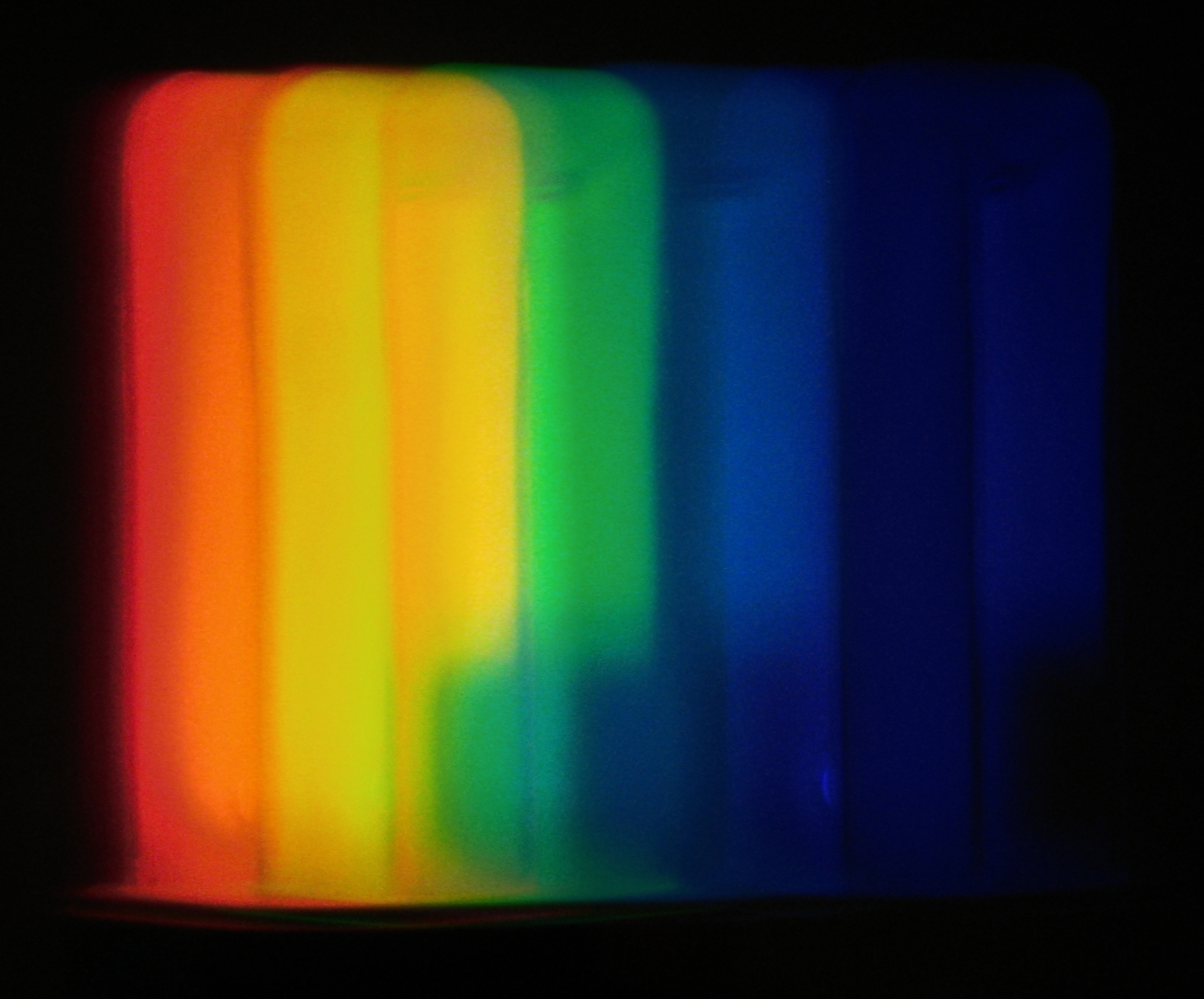
Дисперсия света люминесцентной лампы в призме Амичи

## Крышеобразная призма Амичи

Крышеобразная призма Амичи

Другим изобретением Амичи, названным его именем, считается прямоугольная отражающая призма с крышеобразной парой граней, полностью оборачивающая изображение. В зарубежной литературе чаще используется название крышеобразная призма Амичи. Входящий в неё свет изменяет направление на прямой угол, а изображение переворачивается на 180°, оставаясь при этом не зеркальным, в отличие от обычной трёхгранной призмы полного внутреннего отражения. Это происходит за счёт двойного зеркального отражения от крышеобразных граней призмы, наклонённых под углом 90° друг к другу вдоль её длинной отражающей стороны. По российской промышленной классификации призм такая призма маркируется как "АкР-90°" и используется в различных оптических приборах для изменения направления света при одновременном повороте изображения.